# Juan de Almoguera
Juan de Almoguera y Ramírez O.SS.T. (Córdoba, España, 18 de febrero de 1605-Lima, Perú, 2 de marzo de 1676), fue un religioso trinitario español que llegó a ser obispo de Arequipa (1661-1674) y arzobispo de Lima (1674-1676). Se destacó por su celo en mantener la disciplina del clero y la observancia estricta del ceremonial litúrgico. Reguló las festividades religiosas, para evitar que se contagiaran de exceso profanos. Limitó el número de las monjas de los monasterios y acabó con el desorden en la elección de las abadesas. Reglamentó la creación cofradías, para evitar su proliferación desmedida. También se dedicó a mejorar los edificios eclesiásticos. En Arequipa favoreció al Convento de Santa Catalina y consagró la catedral. En Lima reinauguró la catedral, y solicitó la fundación de un monasterio para monjas trinitarias. En 1671 hizo imprimir en Madrid su libro Instrucción de sacerdotes, con aplicación individuada a curas y eclesiásticos de las Indias, donde exponía los abusos de parte de los clérigos y de las autoridades en general contra la población indígena, obra que fue censurada y requisada por la Inquisición, por ser demasiada cruda en sus descripciones.

## Biografía

### Nacimiento y formación
Nacido en Córdoba, España, provenía de una familia modesta de jubeteros y calceteros. Sus padres fueron Juan de Almoguera y Catalina Ramírez. Fue bautizado en la pila del Sagrario de la Catedral de Córdoba. A la edad de once años consiguió una beca por oposición en el Colegio Jesuita de Córdoba, donde estudió Artes por tres años.

### Sacerdocio
En 1620 ingresó a la Orden Trinitaria o de los Trinitarios Calzados, donde profesó al cabo de un año. Dentro de su orden fue sucesivamente lector, presentado y maestro de Teología y Filosofía, ejerciendo tanto en Córdoba como en Sevilla.
Fue ministro de los conventos de Ronda, Jaén (1636), Málaga y dos veces de Córdoba (1643-1646 y 1649-1652). Por disposición del generalísimo de su orden, pasó a ser visitador de la provincia de Andalucía (1640); luego ascendió a provincial (1646-1649). En 1656 viajó a África, donde liberó a 320 cautivos cristianos de Tetuán.

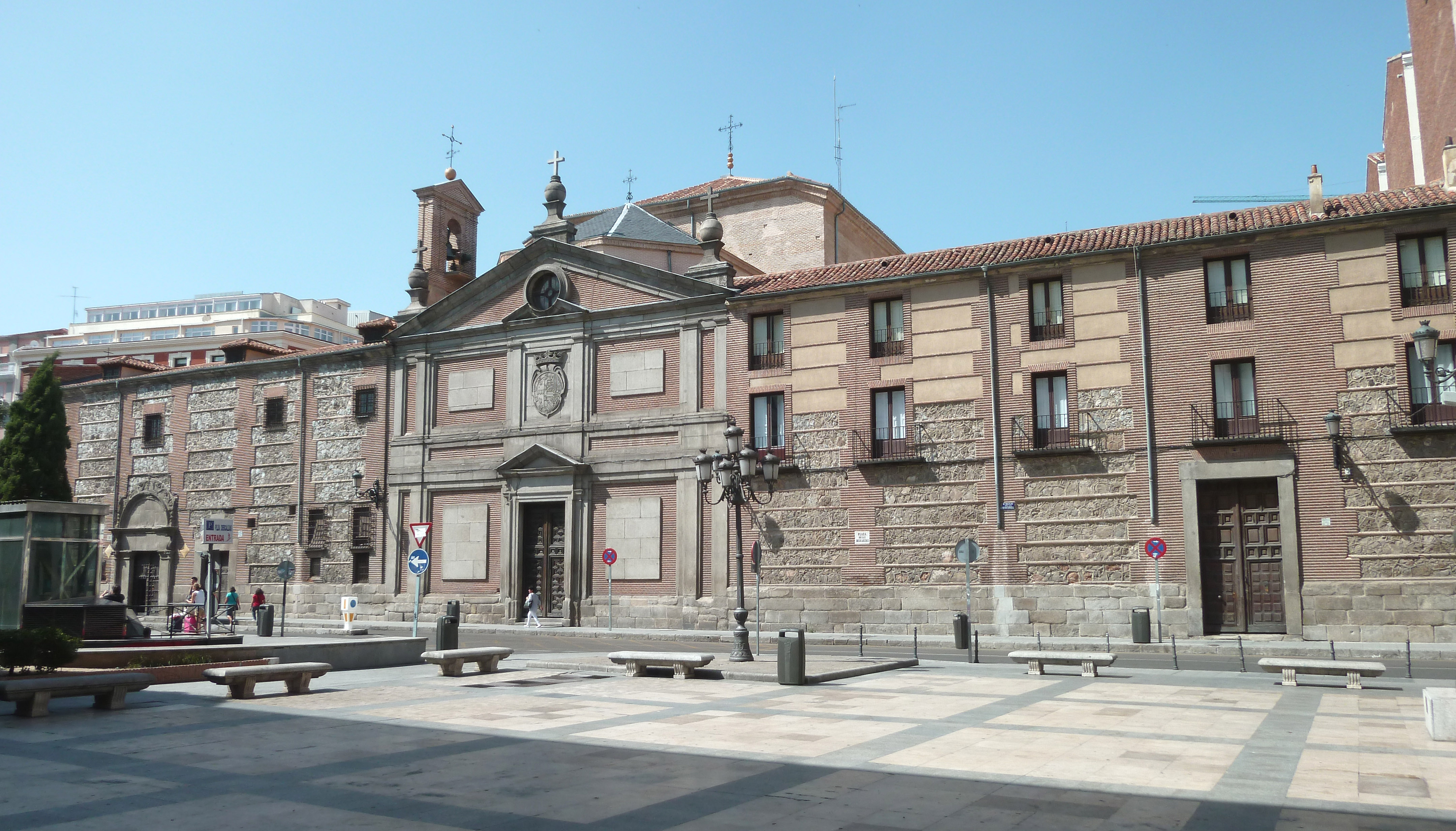
Fachada del Monasterio de las Descalzas Reales (Madrid), donde Almoguera dio una prédica que fue celebrada por el rey Felipe IV.

En 1657 se trasladó a Madrid, donde se destacó por su prédica elocuente y erudita. El 15 de abril de ese año predicó en las monasterio de las Descalzas Reales un sermón del Santísimo Sacramento, que fue del agrado del rey Felipe IV, a tal punto que a los pocos días este lo nombró predicador de su corte.

### Obispo de Arequipa
El 13 de febrero de 1659 fue propuesto por el rey Felipe IV para ocupar el obispado de  Arequipa y preconizado por el papa Alejandro VII. Recibidas las bulas confirmatorias el 25 de abril de 1660, Almoguera se embarcó en Cádiz, rumbo a América, el 14 de noviembre de dicho año. Arribó a Cartagena de Indias, donde fue consagrado el 18 de febrero de 1661 por Agustín Muñoz y Sandoval, obispo de Cuzco, que también se hallaba de paso en viaje para ocupar su sede.
Siguió a Portobelo, cruzó el istmo panameño y llegó a la Ciudad de Panamá, donde se incorporó a la armada que conducía al nuevo virrey del Perú Conde de Santisteban. Junto con este desembarcó en Paita y siguió su viaje por tierra hasta arribar a Lima, el 7 de julio de 1661. Continuó luego hacia Arequipa, a donde llegó el 3 de diciembre.
En 1662 salió a hacer la visita pastoral a su diócesis, llevando consigo a dos jesuitas misioneros. En el siguiente año volvió a salir a recorrer el extenso territorio de su diócesis.
Su gobierno episcopal se distinguió por su celo en la formación sacerdotal, así como en la estricta observancia de las reglas litúrgicas. Negó la licencia de confesar a los que reconocía como deficientes en el conocimiento de la moral.

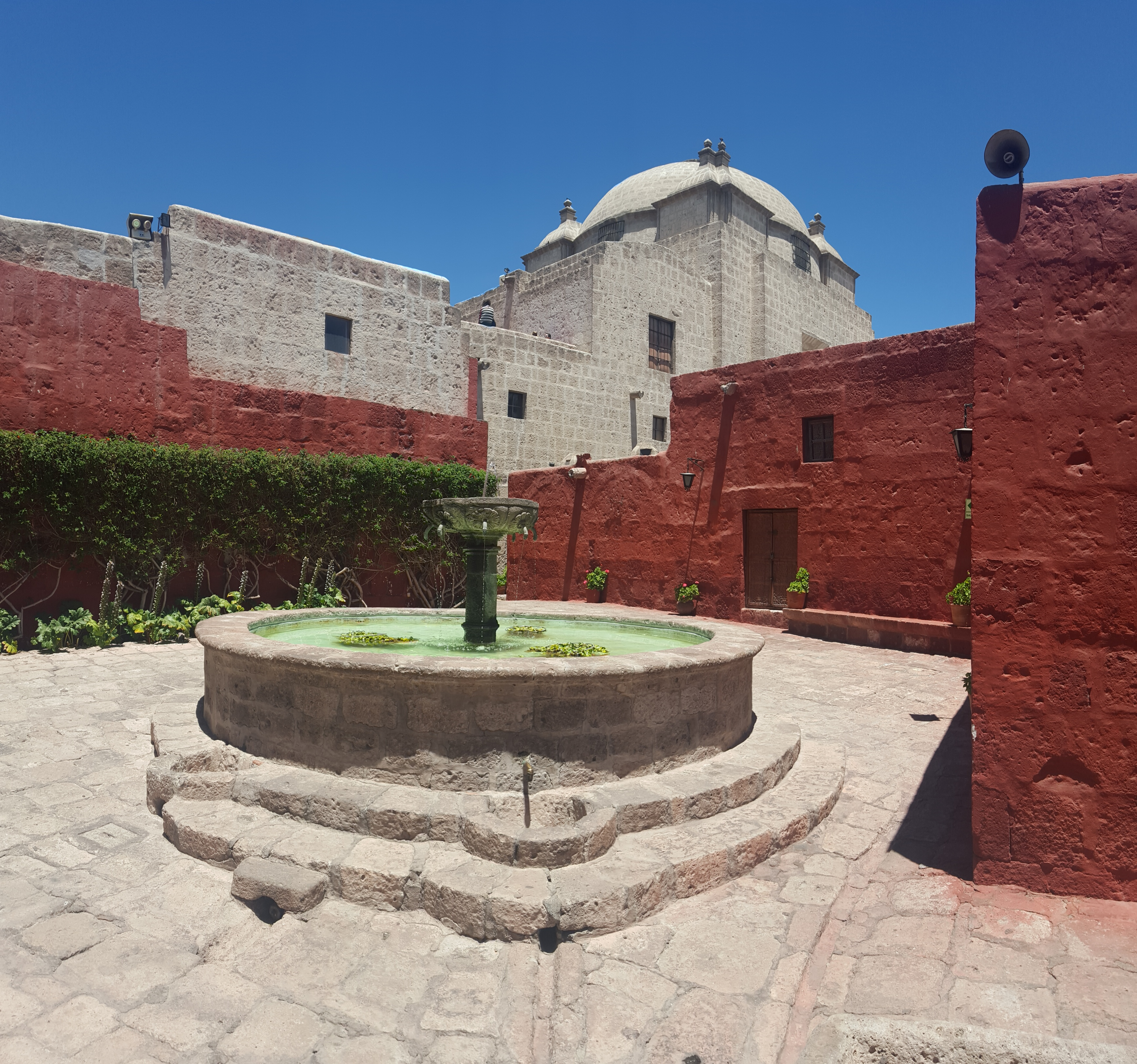
Interior del Convento de Santa Catalina (Arequipa), que fue favorecido por el obispo Almoguera.

Se preocupó también en el mejoramiento de los edificios religiosos, especialmente del Convento de Santa Catalina, el único que por entonces existía en la ciudad. Edificó su templo, el coro, dos dormitorios, la portería y la muralla exterior, de calicanto, que antes era de adobe, gastando en estas obras más de cincuenta mil pesos.
Consagró la Catedral de Arequipa el 16 de abril de 1673, designando para su oficio el día 20 de octubre. Erigió su primer altar mayor y la adornó con buenos retablos. Todos los años en el día de Corpus Christi enriquecía su custodia con alguna alhaja valiosa. También fundó dos capellanías en el coro de la catedral.
En el hospital de San Juan de Dios fabricó a su costa una sala de bóveda de cantería. Socorrió al Colegio Seminario. y dio una cuantiosa limosna para edificar la Iglesia Parroquial de Santa Marta.
Un trágico suceso político entristeció su gobierno episcopal. El virrey Conde de Santisteban le encomendó ir a Laicacota para que se redujera a los hermanos Salcedo, mineros andaluces que habían convulsionado toda esa región por su rivalidad con los vascos (1666). Tras un momentáneo apaciguamiento, Almoguera no pudo contener la revuelta, y más bien empeoró la situación al mostrar su inclinación por el bando de los Salcedo. Finalmente, regresó a Arequipa, y tuvo entonces que intervenir personalmente el nuevo virrey Conde de Lemos, quien en dicha ocasión visitó Arequipa. La represión de la autoridad virreinal en Laicacota fue muy sangrienta (1668).
En 1671 se imprimió en Madrid su libro Instrucción de sacerdotes, con aplicación individuada a curas y eclesiásticos de las Indias, una elocuente denuncia de los vicios del clero en América, el cual se enriquecía a expensas del trabajo de los indígenas. Esta obra fue censurada por la Inquisición, al considerar que ofendía a ambas majestades (al rey y al clero), por ser muy descarnada en sus descripciones. La edición fue incautada y desde entonces Almoguera recibió el apelativo de “El Obispo del Libro”.

### Arzobispo de Lima
Al producirse la vacancia del arzobispado de Lima por fallecimiento del doctor Pedro de Villagómez, Almoguera no figuraba en la lista de obispos propuestos para la silla arzobispal, pues el ministro encargado de ella creyó que había perdido el favor real. Pero la reina madre Mariana de Austria, que gobernaba entonces el reino por la minoría de edad de su hijo Carlos II, al revisar la lista preguntó por el ya célebre “Obispo del Libro”, y enterada de su antigüedad y de sus méritos, lo propuso para el arzobispado. El 22 de abril de 1673, el papa Clemente X preconizó a Almoguera como arzobispo de Lima.
Almoguera asumió el gobierno arquiepiscopal el 15 de julio de 1674. Desplegó en Lima el mismo celo reformista y la misma austeridad que en Arequipa. Una de sus primeras diligencias fue someter a los sacerdotes a un examen de la lengua quechua, así como de conocimientos sobre la celebración de la misa y el rezo del oficio divino. Exigió también sobriedad en el traje eclesiástico. Asimismo, citó a todos los extradiocesanos, a fin de examinar sus licencias obtenidas y obligar a que retornaran a sus respectivas diócesis.
Formó en el Palacio Arzobispal una cárcel para los sacerdotes que fuese preciso corregir, evitando a los que delinquían castigos de otra especie que los degradasen. En esta reclusión los aconsejaba, haciendo servirles a su costa el alimento.
Puso freno al excesivo número de religiosas en los monasterios y al desorden en la elección de abadesas, cerrando incluso por ese motivo el Convento de la Concepción. Emprendió también la reforma de las cofradías (que habían proliferado en exceso), estableciendo un control de sus licencias de fundación.
Moderó las fiestas y procesiones religiosas, prohibiendo los convites durante dichos eventos. Prohibió también el uso de instrumentos de cuerda en los templos y los cánticos llamados villancicos durante la Pascua. Reglamentó la apertura y cierre de las iglesias y el horario de las confesiones.
Trató de controlar a las mujeres de mal vivir, ordenando a los párrocos de la ciudad que hicieran un padrón de todas ellas, a las que se recluyó en un solo barrio, que desde entonces se denominó de las Divorciadas. También los casados separados de sus esposas fueron puestos bajo control.

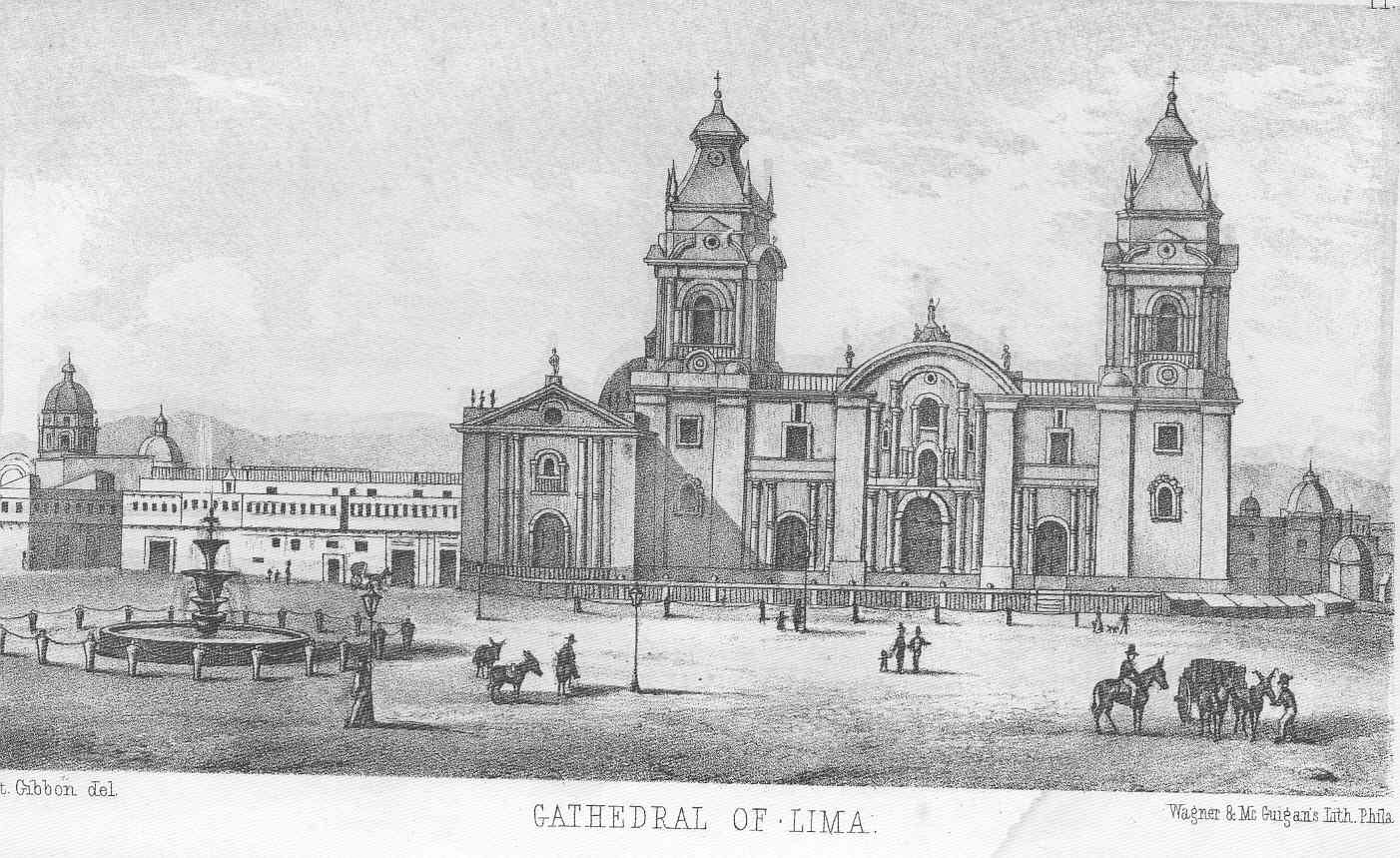
Grabado que representa a la Catedral de Lima, en el.

Favoreció al Hospital de San Pedro para clérigos, al Hospicio de Amparadas, y a la Congregación del Oratorio de San Felipe Neri, en cuyo local hizo construir a sus expensas un retablo y una celda interior que frecuentaba cuando necesitaba tener un momento de aislamiento. Solicitó la fundación del monasterio de las Trinitarias, que había surgido como beaterio por obra de la señora Ana de Robles, licencia que llegó después de su fallecimiento. Reinauguró la Catedral de Lima, a la que quiso dedicar un nuevo y más suntuoso altar mayor, pero no pudo ya cumplir este último deseo, pues le sorprendió la muerte.

### Fallecimiento
Falleció a los 71 años de edad, habiendo gobernado sólo un año y diez meses en Lima. Dejó su corazón al monasterio de Santa Catalina de Arequipa y mandó le enterrasen en el cementerio de la Catedral como a un desdichado, y escribió el epitafio que había de ponerse sobre su sepultura. Pero se obvió su deseo y fue colocado en la bóveda que está debajo del altar mayor.

## Obras escritas
- Instrucción de sacerdotes, con aplicación individuada a curas y eclesiásticos de las Indias (Madrid, 1671). Allí denunciaba los abusos que cometían las autoridades españolas y una parte del clero contra los indígenas, a cuya costa se enriquecían desvergonzadamente. La edición fue confiscada por la Inquisición, no porque contuviera algo contra la doctrina católica, sino por considerarse ofensiva a la majestad del rey, así como denigrante para el clero, al pintar muy crudamente sus defectos.[1][5][7][11]
- Oración panegírica fúnebre en las exequias del Rey N. Señor D. Felipe IV el Grande (1667).[5]